# Coupe du monde de football 2034
Navigation
Centenaire
Espagne–Maroc–Portugal 2030 2038
La Coupe du monde de football 2034 est la 25e édition de la Coupe du monde de football, compétition organisée par la FIFA et qui réunit les meilleures sélections nationales masculines.
Elle devrait être organisée en Arabie saoudite, car c'est le seul pays à avoir soumis une candidature à temps, la date limite fixée par la FIFA étant le 31 octobre 2023.
La FIFA avait limité l'éligibilité à un pays ou groupement de pays issus des continents de l'Asie ou de l'Océanie après avoir pris la décision d'accueillir la Coupe du monde 2030 sur trois continents (Afrique, Europe et Amérique du Sud). Plusieurs observateurs ont décrit cela comme ouvrant la voie à l'Arabie Saoudite pour accueillir la Coupe du Monde 2034 en réduisant considérablement les candidatures potentielles d'hôtes concurrents.

## Désignation du pays organisateur
Après que l’Arabie saoudite a abandonné sa candidature pour 2030, aux côtés de la Grèce et de l’Égypte, elle s'est concentrée sur une candidature pour 2034. La candidature du pays a été annoncée le 4 octobre 2023. Le 5 octobre, le président de l'AFC, Salman bin Ibrahim Al Khalifa, a soutenu la candidature de l'Arabie saoudite,.
L'Australie, qui avait déjà émis le souhait en 2021 de se porter candidate pour la Coupe du monde 2030, a, elle aussi, confirmé début octobre 2023 son intention de poser sa candidature pour le tournoi de 2034. La fédération australienne de football a cherché à porter une candidature commune avec l'Indonésie ; la date butoir se rapprochant, l'Australie décide finalement de ne pas déposer de candidature.
Dès le 1er novembre 2023, le président Gianni Infantino annonce que l'Arabie saoudite allait organiser la Coupe du monde de football 2034 sans attendre la fin du processus de désignation qui devait s'achever fin 2024. À la suite d'un vote du congrès, la FIFA confirme la décision le 11 décembre 2024, et annonce que cette édition pourrait avoir lieu en hiver ou en fin d'automne, à cause des températures estivales en Arabie saoudite (de 37 à 41 degrés).